# کارینینا
کارینینا (به اسپانیایی: Cariñena) یک دهستان در اسپانیا است که در استان ساراگوسا واقع شده‌است. کارینینا ۸۲٫۵ کیلومتر مربع مساحت و ۳٬۵۰۰ نفر جمعیت دارد و ۵۹۱ متر بالاتر از سطح دریا واقع شده‌است.

## خواهرخوانده
شهر Saint-Pierre-d'Oléron خواهرخواندهٔ کارینینا هست.